# Завратець (Севниця)
Завратець (словен. Zavratec) — поселення в общині Севниця, Споднєпосавський регіон, Словенія. Висота над рівнем моря: 311,5 м.